# Закавказький сейм
Закавка́зький сейм — представницький і законодавчий орган державної влади у Південному Кавказі, скликаний Закавказьким комісаріатом у Тифлісі 10 (23) лютого 1918 року. Складався з членів Всеросійських Установчих зборів, обраних від Закавказзя, та представників політичних партій Закавказзя. Голова — грузинський соціал-демократ (меншовик) Микола Чхеїдзе.

## Історія
У декларації Закавказького комісаріату від 1 грудня 1917 зазначалось, що він буде діяти «лише до скликання Всеросійських Установчих зборів, а у разі неможливості їхнього скликання … до з’їзду членів Установчих зборів від Закавказзя і Кавказького фронту».
18 січня 1918 року у  Петрограді було скликано Всеросійські Установчі збори, більшість яких склали представники соціал-демократів (меншовиків) й соціалістів-революціонерів (есерів). Депутати з числа меншовиків та есерів відмовились визнати Радянську владу й декрети II Всеросійського з’їзду Рад, через що ліві есери та соціал-демократи (більшовики)  залишили Установчі збори. З цієї причини ВЦВК прийняв декрет про розпуск Всеросійських Установчих зборів. Їх члени, обрані від єдиного Закавказького виборчого округу, повернулись у Закавказзя. 25 січня 1918 року у Тифлісі Закавказький комісаріат, обговоривши питання про політичне становище, ухвалив рішення про скликання Закавказького сейму як законодавчого органу Закавказзя.
23 лютого 1918 року в Тифлісі відбулось перше засідання Сейму. Найчисленніші фракції:
- Соціал-демократична фракція (меншовиків) — 32 члени;
- Мусульманська фракція (мусаватисти та безпартійні) — 50;
- Дашнакська фракція — 27;

## Виступ більшовиків
У день відкриття Сейму Закавказький крайовий і Тифліський комітети РСДРП(б) організували мітинг протесту, який був розстріляний за наказом Закавказького комісаріату. Це стало свого роду сигналом до початку репресій проти більшовиків, які, зі свого боку, розгорнули масову пропагандистську й агітаційну роботу, особливо серед селян. Невдоволення селян невирішенністю земельного питання пізніше призвело до збройних виступів у Лечхумі, Мегрелії, Душеті, Абхазії, Шида Картлі. У квітні 1918 року радянську владу було встановлено у Сухумі, а потім на всій території Сухумського відділу, за винятком Кодорської ущелини, де повстання було придушено військами Закавказького комісаріату та грузинською народною гвардією. У березні 1918 року спалахнуло і також було придушено селянське повстання південних осетинів.

## Питання про стосунки з Туреччиною

Наступ турецьких військ у 1918 році

За два тижні до скликання Закавказького сейму турецькі війська, скориставшись розвалом Кавказького фронту і порушивши умови грудневого (1917) перемир’я, почали крупномасштабний наступ на Ерзерумському, Ванському та Приморському напрямках. Практично одразу ними було зайнято Ерзінджан, а 11 лютого — Трапезунд.
На першому ж засіданні Закавказького сейму розгорнулась палка дискусія з питання про незалежність Закавказзя й стосунки з Туреччиною з огляду на турецький наступ, що розгорнувся. Дашнакська фракція запропонувала залишити Закавказзя у складі Росії на правах автономії, розділеної на національні кантони, а у відносинах з Туреччиною — наполягати на самовизначенні Західної Вірменії. Азербайджанська делегація, зі свого боку, заявила, що Закавказзя має вирішувати свою долю незалежно від Росії, уклавши мир з Туреччиною на основі відмови від втручання її у внутрішні справи. Грузинська сторона в основному підтримала азербайджанців у питанні про проголошення незалежності Закавказзя й укладення самостійної угоди з Туреччиною, оскільки у Закавказзя просто не було сил для військового протистояння Туреччині.
У зв’язку з упертою позицією вірменської фракції питання про проголошення незалежності було тимчасово відкладено. Щодо позиції Закавказзя на майбутніх перемовинах з Туреччиною про сепаратний мир, то після тривалого обговорення Сейм ухвалив таку резолюцію:

1. У дійсних умовах Сейм вважає себе повноважним укласти угоду з Туреччиною.
2. Починаючи перемовини з Туреччиною, Сейм переслідує за мету укласти остаточне перемир’я.
3. Угода про мир має бути заснована на принципі відновлення російсько-турецьких кордонів 1914 року, до моменту початку війни.
4. Делегація має спробувати придбати для народів Східної Анатолії права на самовизначення, зокрема — автономію для вірменів у складі Туреччини.

Поки в Сеймі тривало узгодження позицій, 21 лютого турки заволоділи Ардаганом. 27 лютого почався відступ вірменських військ та біженців з Ерзерума. З падінням останнього турки фактично повернули контроль над усією Західною Вірменією.

## Трапезундські перемовини
23 лютого делегація Закавказького сейму на чолі з Чхенкелі прибула до Трапезунда, де її кілька днів тримали на кораблі, не дозволяючи зійти на берег через відсутність турецької делегації. Мирна конференція почалась лише 14 березня.
Кількома днями раніше Туреччина підписала Берестейський мир із Радянською Росією. Відповідно до цієї угоди Туреччині передавались не тільки території Західної Вірменії, але й населені грузинами та вірменами області Батума, Карса й Ардагана, анексовані Росією в результаті Російсько-турецької війни 1877—1878. РРФСР зобов’язувалась не втручатись «до нової організації державно-правових та міжнародно-правових відносин цих округів», відновити кордон «у тому вигляді, як він існував до війни 1877—78 років» і розпустити на своїй території та в «окупованих турецьких провінціях» (тобто в Західній Вірменії) всі вірменські добровольчі дружини.
На перебіг Трапезундських перемовин вирішального впливу завдало співвідношення сил у регіоні: Туреччинавимагала від закавказької делегації визнати умови Брестського миру. Закавказька делегація, претендуючи на самостійність та відкидаючи Брестську угоду, розраховувала укласти сепаратний мир з Туреччиною на вигідніших умовах — відновлення державних кордонів 1914 року та самовизначення для Східної Анатолії в рамках турецької державності. Виходячи з військової переваги, турецька сторона відмовилась навіть обговорювати ці вимоги. Вже на цьому етапі виявились серйозні розбіжності між національними партіями Закавказзя у питаннях про те, якими територіями Закавказзя могло б поступитись Туреччині. Коли ж керівник закавказької делегації Чхенкелі 23 березня, враховуючи наступ турецьких військ, що тривав, висловив готовність піти на компроміс як у територіальному питанні, так і в питанні про долю турецьких вірменів, турецька делегація висунула один за одним два ультиматуми з вимогою визнати Брестську угоду й проголосити незалежність Закавказзя. Отримана врешті-решт згода вже не задовольнила турків, які, натхненні військовими перемогами, мали намір перетнути й російсько-турецький кордон 1877—78 років і перенести воєнні дії вглиб Закавказзя. Сейм перервав перемовини й відкликав делегацію з Трапезунда, офіційно вступивши до війни з Туреччиною. При цьому представники азербайджанської фракції у Сеймі відкрито заявили, що у створенні спільного союзу закавказьких народів проти Туреччини вони участі брати не будуть, враховуючи їхні «особливі релігійні зв’язки з Туреччиною».

Тим часом 1 квітня турки без бою зайняли Батум, захопивши у полон частину грузинських військ, що його обороняли. Стало відомо, що до турків приєднались мусульмани Аджарії та Ахалциха. Грузинські частини були змушені під тиском регулярної турецької армії відступати, навіть коли турки зайняли грузинські території — Гурію й Озургеті — та вийшли на підступи до Карсу.

## Проголошення незалежності Закавказзя
На засіданні Закавказького сейму 9 квітня після бурхливих дебатів, незважаючи на протидію вірменської делегації, було ухвалено рішення проголосити Закавказзя «незалежною, демократичною і федеративною республікою» . 
На тому самому засіданні було прийнято відставку Закавказького комісаріату Євгена Гегечкорі. Новий уряд Закавказзя було доручено сформувати Акакію Чхенкелі.

## Здача Карса
Новий уряд направив закавказьким (вірменським) військам, що займали позиції в районі Карса, наказ про укладення перемир’я. Командувач вірменським корпусом генерал Фома Назарбеков наказав командиру 2-ї дивізії полковнику Сілікову й начальнику фортеці Карса генералу Дєєву припинити воєнні дії й почати перемовини з турками про встановлення демаркаційної лінії. Командувач турецькими військами на запит вірменської сторони про припинення вогню зажадав до початку перемовин вивести вірменські війська на значне віддалення від фортеці і дати можливість турецьким військам безперешкодно увійти до міста. З Тифліса вірменським військам надійшов наказ негайно припинити воєнні дії та прийняти умови турецької сторони. 12 квітня вірменські війська залишили Карс разом із 20-тисячным населенням міста. О 9 вечора до Карса увійшла 11-а турецька дивізія. Попри те, що закавказький уряд виконав всі вимоги турецької сторони, турки продовжили наступ, і вірменська дивізія під їхнім натиском відступала до Олександрополя.
Незважаючи на різкі протести Вірменської національної ради та відставки вірменських представників в уряді Чхенкелі у зв’язку зі здачею Карса, Чхенкелі залишився на своєму посту й почав готуватись до нових перемовин з Туреччиною. Мирна конференція відкрилась у Батумі 28 квітня 1918 року.

## Мирна конференція у Батумі
Перемовини, що тривали у Батумі з 11 до 26 травня, виявили гострі зовнішньополітичні протиріччя між Національними радами Грузії, Вірменії та Азербайджану, що врешті-решт призвело до створення окремих національних держав.
На перемовинах Туреччина висунула ще більш важкі умови, ніж передбачав Брестський мир, — Закавказзя мало поступитись Туреччині двома третинами території Ериванської губернії, Ахалциським та Ахалкалакським повітами Тифліської губернії, а також контролем над Закавказькою залізницею.

## Проголошення незалежності  Грузії
У цій ситуації Національна рада Грузії звернулась за допомогою та покровительством до Німеччини. Німецьке командування охоче відгукнулось на це звернення, оскільки Німеччина ще у квітні 1918 року уклала з Туреччиною таємну угоду про розподіл сфер впливу у Закавказзі, відповідно до якої Грузія й без того перебувала у сфері впливу Німеччини. Німецькі представники порадили Грузії негайно проголосити незалежність та офіційно прохати Німеччину про покровительство, щоб уникнути турецької навали й загибелі.
24-25 травня 1918 року на засіданні виконкому Національної ради Грузії цю пропозицію було прийнято. Там же було вирішено у подальшому йменувати Національну раду Грузії парламентом Грузії.
25 травня німецькі війська висадились у Грузії.

## Саморозпуск  Закавказького сейму
13 (26 травня) 1918 року Закавказький сейм оголосив про саморозпуск. У рішенні Сейму йшлося: «Зважаючи на те, що з питання про війну та мир виявились докорінні розбіжності між народами, що створили Закавказьку незалежну республіку, й тому став неможливим вступ однієї авторитетної влади, що говорила б від імені Закавказзя, Сейм констатує факт розпаду Закавказзя і складає свої повноваження».